# 칠곡 구 왜관터널
칠곡 구 왜관터널(漆谷 舊 倭館터널, 영어: Former Waegwan Tunnel, Chilgok)은 대한민국 경상북도 칠곡군 왜관읍에 있는 1905년 경부선의 터널로 개통된 석조와 붉은벽돌로 된 말굽형 터널이다. 근대 철도역사를 보여주는 자료로 평가돼 2006년 12월 4일 문화재청으로부터 등록문화재 제285호로 지정됐다.
높이 3.5ｍ, 길이 80ｍ인 이 터널은 반원 형태로 화강석돌과 붉은벽돌로 비교적 정교하게 건립되었으며, 칠곡 왜관철교와 인접한 이 터널은 1941년 경부선 복선화사업으로 철로가 이설되면서 현재는 사용되지 않고 있다.

## 현지 안내문
1905년 경부선 터널로 개통된 석조와 붉은벽돌로 된 말굽형 터널. 우리나라 근대기 철도역사를 보여주는 매우 귀중한 자료

## 참고 자료
- 칠곡 구 왜관터널 - 국가유산청 국가유산포털